# Mezinárodní sionistický kongres

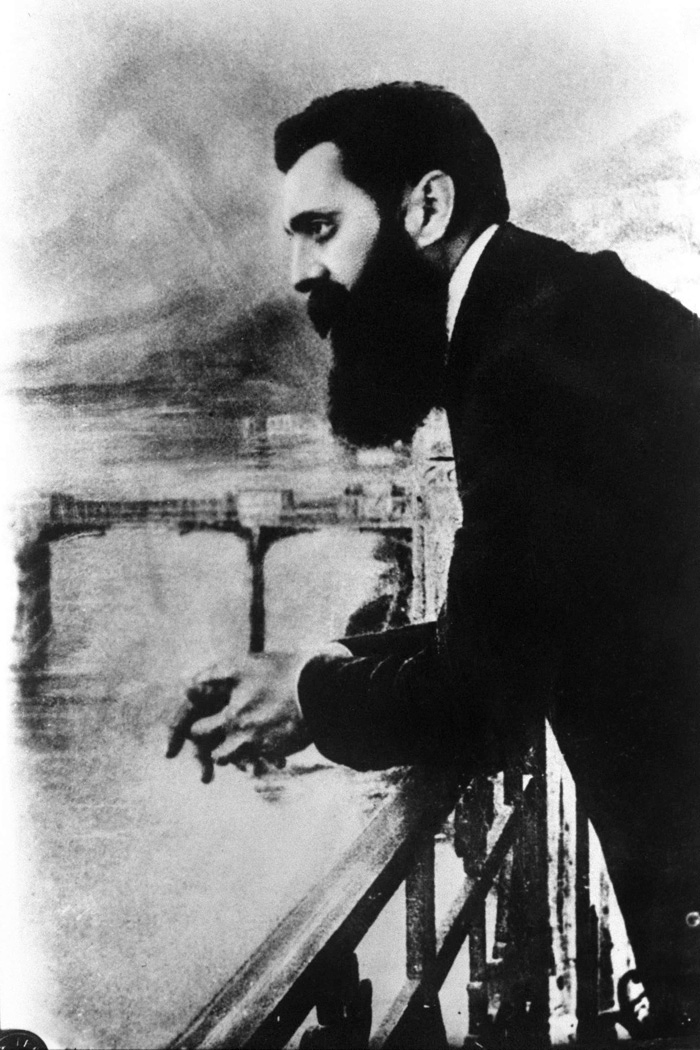
Theodor Herzl shlíží na Rýn z balkónu svého hotelového pokoje v Basileji v době konání 5. sionistického kongresu v roce 1901.

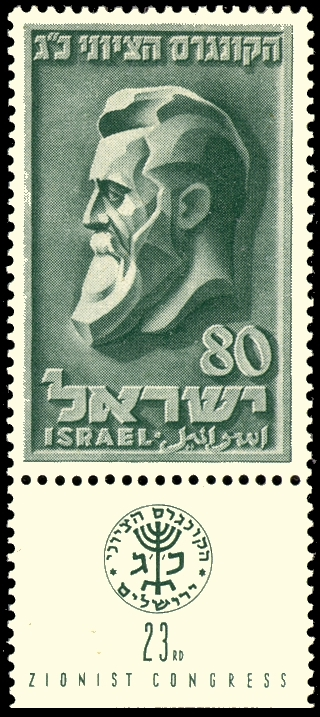
Theodor Herzl na známce státu Izrael u příležitosti 23. sionistického kongresu

Světový sionistický kongres, či Mezinárodní sionistický kongres (hebrejsky: הקונגרס הציוני העולמי), někdy označovaný také jako „Parlament židovského lidu“, je hlavní událost Světové sionistické organizace, při níž se setkávají její členové k projednávání různá politických a ekonomických témat sionismu, přijímání předkládaných návrhů a rozhodování o jejich zavádění apod.

## Historie
První sionistický kongres se konal ve švýcarské Basileji roku 1897. Od té doby se ve městě konaly další dvě desítky kongresů v různých městech Evropy až do roku 1945, a po roce 1948, kdy byl založen samostatný židovský stát se sedm kongresů konalo v Jeruzalémě.. Prvních pět kongresů se konalo každý rok, další po dvou letech (s přerušením v době první světové války) a poslední kongresy každé tři roky.

## Seznam kongresů
Toto je chornologicky řazený seznam kongresů Světové sionistické organizace s uvedeným datem a místem konání a se stručným přehledem projednávaných témat:
| Pořadí            | Místo konání | Stát               | Termín konání                      | Témata | Poznámky |
| ----------------- | ------------ | ------------------ | ---------------------------------- | --- | --- |
| 1. kongres        | Basilej      | Švýcarsko          | 29. - 31. srpna 1897               | První kongres znamenal historický přelom. Sdružení Chovevej Cijon se stalo oficiálním hnutím sionismu. Theodor Herzl zde navrhl svůj program, který nazval “plánem na židovské národní znovusjednocení”. Byla zvolena rada zástupců.                              | Ve svém deníku si Herzl zapsal: “Mám-li shrnout závěry kongresu v Basileji jednou větou, zněla by: v Basileji jsem založil židovský stát (...). Možná za pět let, ale jiště za padesát let, zde nějaký bude.” , |
| 2. kongres        | Basilej      | Švýcarsko          | 28. – 31. srpna 1898               | Hlavním tématem bylo prosazení sionistických myšlenek do židovských komunit v diaspoře, založení „Židovského vyrovnávacího fondu“ Světové sionistické organizace.                                                                                                 | Účast se oproti prvnímu kongresu byla dvojnásobná, ale stále s převážně ruským zastoupením. |
| 3. kongres        | Basilej      | Švýcarsko          | 15. – 18. srpna 1899               | Diskuse o základech Basilejského programu. | |
| 4. kongres        | Londýn       | Spojené království | 13. – 16. srpna 1900               | Zabýval se ekonomickými problémy dělníků v Palestině a vysokou nezaměstnaností. Tzvi Herman Shapira přednesl návrh k založení národního fondu KKL. | Kongres byl ve znamení rozkolu Rumunských Židů. |
| 5. kongres        | Basilej      | Švýcarsko          | 26. – 30. prosince 1901            | Rozhodnutí o založení Židovského národního fondu (K.K.L.). Hlavními aktéry byli Leo Motzkin, Martin Buber a Chajim Weizmann. | |
| 6. kongres        | Basilej      | Švýcarsko          | 23. - 28. srpna 1903               | Theodor Herzl na žádost britské vlády přednesl „Projekt Uganda“, proti kterému se zvedla silná vlna opozice, zejména z řad ruských sionistů. Byla sestavena vyšetřovací komise k prozkoumání proveditelnosti projektu.                                            | Jeden z nejbouřlivějších kongresů. Herzl sjezd uzavřel výňatkem ze 137. žalmu: „Pokud na tebe zapemenu, Jeruzaléme, ať uschne má pravice!“                                                                      |
| 7. kongres        | Basilej      | Švýcarsko          | 27. července - 2. srpna 1905       | Bylo rozhodnuto, že založení židovského státu je možné pouze na území Země izraelské a Ugandský projekt byl drtivou většinou zamítnut. Došlo k vytvoření ”hnutí teritorialistů”.                                                                                  | První kongres konaný po Herzlově smrti. Novým předsedou Světové sionistické organizace byl zvolen David Wolffsohn.                                                                                              |
| 8. kongres        | Haag         | Nizozemsko         | 14. – 21. srpna 1907               | Z iniciativy Chajima Weizmanna se politický sionismus stal neoddělitelným od aktivního založení státu v Zemi izraelská. | Volba místa souvisí s probíhající mírovou konferencí v Haagu. |
| 9. kongres        | Hamburk      | Německá říše       | 26. – 30. prosince 1909            | | Dělnická hnutí jsou poprvé zastoupena jako nezávislé subjekty. |
| 10. kongres       | Basilej      | Švýcarsko          | 9. – 15. srpna 1911                | Jednání o arabské problematice | |
| 11. kongres       | Vídeň        | Rakousko-Uhersko   | 2. – 9. září 1913                  | Chajim Weizmann a Menachem Usiškin přednesli návrh na založení Hebrejské univerzity v Jeruzalémě. | |
| 12. kongres       | Karlovy Vary | Československo     | 1. – 14. září 1921                 | Byly stanoveny infrastruktury a upřesněny náležitosti založení budoucího národního státu. Kongres potvrdil založení Keren ha-jesod a také nákup nových území v Jizre'elském údolí.                                                                                | První kongres konaný po skončení první světové války, po Balfourově deklaraci, po ukončení osmanské nadvlády v Palestině a skončení pogromů ve Východní Evropě.                                                 |
| 13. kongres       | Karlovy Vary | Československo     | 6. – 18. srpna 1923                | Bylo rozhodnuto o založení Hebrejské univerzity v Jeruzalémě. | |
| 14. kongres       | Vídeň        | Rakousko           | 18. – 31. srpna 1925               | Jednání především o problematice 4. aliji. | |
| 15. kongres       | Basilej      | Švýcarsko          | 30. srpna – 11. září 1927          | Zabýval se celkovou krizí 4. aliji spojenou s nezaměstnaností. | |
| 16. kongres       | Curych       | Švýcarsko          | 29. července – 10. srpna 1929      | Analýza stavu a snaha o zlepšení situace v Zemi izraelské, po 5. aliji. | |
| 17. kongres       | Basilej      | Švýcarsko          | 30. června – 15. července 1931     | Zabýval se krvavými nepokoji z roku 1929 a publikací druhé Bílé knihy baronem Passfieldem. V reakci na britskou anti-sionistickou politiku rezignoval Chajim Weizmann na funkci předsedy organizace a na jeho místo byl jmenován Nachum Sokolov.                  | Objevuje se první opozice v podobě revizionistického sionismu Vladimíra Zeeva Žabotinského. Stoupenci revizionismu následně opustili jednací sál a roztrhali členskou kartu.                                    |
| 18. kongres       | Praha        | Československo     | 21. srpna – 4. září 1933           | Jednání především o mocenském vzestupu Adolfa Hitlera a prvních antisemitských nařízeních přijatých německou vládou. | |
| 19. kongres       | Lucern       | Švýcarsko          | 20. srpna – 4. září 1935           | Zhoršující se situace v Německu, zejména pak norimberskými zákony, které Židy vylučovaly z německé společnosti. | Chajim Weizmann znovu zvolen do funkce předsedy organizace. |
| 20. kongres       | Curych       | Švýcarsko          | 3. – 16. srpna 1937                | Analýza výsledků královské Peelovy komise britské vlády ohledně rozdělení Palestiny. | |
| 21. kongres       | Ženeva       | Švýcarsko          | 16. – 25. srpna 1939               | Jednání o odporu proti MacDonaldově bílé knize | 1. září t.r. vypukla druhá světová válka. |
| Mimořádný kongres | New York     | USA                | 9. - 11. května 1942               | Projednávání možností vystěhovalectví Židů do Palestiny | Mimořádný kongres konaný v newyorském hotelu Biltmore z důvodu válečných událostí v Evropě. Předsedal mu David Ben Gurion                                                                                       |
| 22. kongres       | Basilej      | Švýcarsko          | 9. – 24. prosince 1945             | Zabývá se nelegální emigrací a politickým a vojenským odporem proti britské vládě. | První sionistický kongres po druhé světové válce a zároveň poslední v Evropě |
| 23. kongres       | Jeruzalém    | Izrael             | 14. – 30. srpna 1951               | Jednání o úloze Světové sionistické organizace v novém státě a o vztahu vůči novým imigrantům. Byl položen základ "Jeruzalémského programu", jehož hlavní principy jsou: posilování státu Izrael, znovusjednocení diaspory v Izraeli a jednota židovského národa. | První kongres od založení státu Izrael v roce 1948. Počínaje tímto kongresem se všechny další odehrály v Jeruzalémě.                                                                                            |
| 24. kongres       | Jeruzalém    | Izrael             | 24. dubna – 7. května 1956         | Jednání o bezpečnost židovského státu v souvislosti s vojenskými přípravami arabských armád proti Izraeli a jejich dodávky zbraní ze strany komunistických zemí. Nově byla definována role instituce Keren ha-jesod.                                              | |
| 25. kongres       | Jeruzalém    | Izrael             | 27. prosince 1960 – 11. ledna 1961 | Zabýval se problematikou imigrace a otázkami kultury a vzdělávání v diaspoře. Byl stanoven rámec vztahů mezi státem Izrael a Světovou sionistickou organizací. | |
| 26. kongres       | Jeruzalém    | Izrael             | 30. prosince 1964 – 11. ledna 1965 | Jednání o možnostech zlepšení povědomí Židů v diaspoře o Izraeli a šíření hebrejského jazyka. | |
| 27. kongres       | Jeruzalém    | Izrael             | 9. – 19. června 1968               | Hlasování o “Jeruzalémském programu” navrženém na 23. Kongresu. Potvrzení nutnosti spolupráce mezi státem Izrael a sionistickou organizací. | |
| 28. kongres       | Jeruzalém    | Izrael             | 18. – 28. června 1972              | Kongres se zabýval konkrétními problémy některých židovských komunit v diaspoře. | |
| 29. kongres       | Jeruzalém    | Izrael             | 20. – 28. února 1978               | Byla definována podoba sionismu. Analyzace problémů vzdělávání Židů v diaspoře a také podmínky imigrace a integrace přistěhovalců. | |
| 30. kongres       | Jeruzalém    | Izrael             | 1982                               | | |
| 31. kongres       | Jeruzalém    | Izrael             | 1987                               | | |
| 32. kongres       | Jeruzalém    | Izrael             | 1992                               | | |
| 33. kongres       | Jeruzalém    | Izrael             | 1997                               | | |
| 34. kongres       | Jeruzalém    | Izrael             | 2003                               | | |
| 35. kongres       | Jeruzalém    | Izrael             | červen 2006                        | | |
| 36. kongres       | Jeruzalém    | Izrael             | 2010                               | | |
| 37. kongres       | Jeruzalém    | Izrael             | 20. - 22. října 2015               | | Kongresu se zúčastnilo 509 členů organizace, z toho 145 z USA. |
| 38. kongres       | Jeruzalém    | Izrael             | 20. - 22. října 2020               | | |